# かいしゃいんのメロディー
『かいしゃいんのメロディー』は、大橋ツヨシ作の4コマ漫画。
竹書房『まんがくらぶ』に連載されていた。コミックスは全7巻と残業編の計8巻がバンブーコミックスより発行されている。
第44回文藝春秋漫画賞受賞作品。

## 概要
登場人物である、うずら谷や左右が会社で繰り広げるシュールな笑いをネタとした4コマ漫画。その他にも、家庭での一面や、近所付き合い、学校生活など様々な場面をネタにしている。また、マンガの扉絵部分に記載される「会社員とは何か」のような飾り文句も人気の一つ。ネタの中には社会風刺や時事ネタも多い。

## 登場人物
うずら谷（うずらたに）
このマンガの主人公。スキンヘッド。大のプロレスファン。
感情が殆ど顔に出ず、ひょうひょうとした受け答えをしているが、大量の汗をかいたり無茶苦茶な言い訳に走るなど体を使っての表現は豊か。今年の目標に「肝油は1日3粒まで」「セクシー」をかかげたり、会社に新しい機器が入ってくると、シールを貼る儀式をするなど、不条理な行動が目立つ。
サボりを泉谷課長に問い詰められ慌てて他のマンガのコマに逃げようとしたり、逃げ場をなくした時は壁と同化したことがある。
左右（さゆう）
うずら谷の同僚でプロレスファン。うずら谷と違って表情は豊か。ネコ（後述）と同居。
ボケることが多いが、それ以上にうずら谷がボケるためツッコミにまわることも多々ある。うずら谷と一緒にサボって映画マディソン郡の橋（作中ではマディソン郡の箸）を見にいったり喫茶店で暇つぶしをしたりしている。
夏に冷たいものでよくお腹をこわす。雨男。
泉谷課長（いずみやかちょう）
うずら谷・左右の上司。この職場には珍しい既婚者。高校生の息子がいる。
常識人であるためにうずら谷等の扱いに苦慮するが、時には大胆なノリツッコミを見せる事もしばしばある。また、酔うとうずら谷達と同じくらい不条理な言動をする。自身が新入社員だった当時の直属の上司（課長）が、うずら谷と（そのビジュアルも含めて）非常に似たキャラクターであったせいか、うずら谷に対して、ある種の苦手意識を持っているらしい。
半場（はんば）
うずら谷・左右の同僚。彼らからは「はんばーぐ」と呼ばれている。
大きな体型。そのせいか目が開いていることはない。体脂肪率は高いらしく、具体的な数値は不明ながら「降水確率は半場の体脂肪率と同じぐらい」と聞くと、迷うことなく傘を持ちたくなるくらいらしい。
苦島（にがしま）
部下の中では比較的まともな性格で、基本的にはツッコミ役。うずら谷のボケもよく笑って受け止める、ある種の理解者。
野球観戦好きだが、登場人物中で野球好きは自分だけなので肩身の狭い思いをしている。
ネコ
左右の飼っている猫。人語を解するらしい。名前を「ネコ」にしないと自分が猫であることを忘れる、という理由で名付けられた。
左右と同じ形のメガネをかけている。猫舌（でも熱いものを食べるスピードは速い）。とても器用で牛乳片手に人間用のゲーム機で遊ぶ事もある。
かつらのおじさん
うずら谷が何度か遭遇。何故かはげのかつらをかぶっている。うずら谷がツッコミに回る唯一の人物。
女子社員
コミックス最初期に登場。職場は課長を含め5人になっていたのでいつの間にか消えた模様。
警官
交番勤務の警察官。
サボって交番へ遊びに来るうずら谷・左右に突っ込みを入れたりフォローしたりと振り回されている。
うめ子（うめこ）
「おーえるのメロディー」の主人公。
本編におけるうずら谷と同じポジションだが、ボケ方がかなり攻撃的でやや批判的なボケを入れる。
たけみ
うめ子の後輩。
小箱に英字新聞を貼り付けておしゃれに作り直したり、風邪気味のまつねにホットジンジャーを差し出したりと（直後にうめ子からポークジンジャーを要求される）主な登場人物の中では最もOLらしい性格を持つ。
まつね
うめ子のツッコミ役。やや攻撃的なツッコミを入れる。

## 店
会社員のメロディーには「あきれす軒（中華料理屋）」「カレー専門これでもくらえ」といった個性豊かな店名が出てくる。

## 残業編
残業編には過去の作品も多数掲載されている。
- かいしゃいんのメロディー夏・秋・冬・春編
- かいしゃいんのメロディー課長入門
- おーえるのメロディー
- げんしじんのメロディー
- ぶしどー
- ばらあど町
- ギブアッぱーズ
- GW満喫大作戦